# Мала река (община Търговище)
Вижте пояснителната страница за други значения на Мала река.
Мала река (на сръбски: Мала Река или Mala Reka) е село в община Търговище, Пчински окръг, Сърбия.

## История
В края на XIX век Мала река е село в Прешевска кааза на Османската империя. Според статистиката на Васил Кънчов („Македония. Етнография и статистика“) от 1900 година Мала Река е населявано от 70 жители българи християни. Според патриаршеския митрополит Фирмилиан в 1902 година в Мала река има 15 сръбски патриаршистки къщи. По данни на секретаря на Българската екзархия Димитър Мишев („La Macédoine et sa Population Chrétienne“) в 1905 година в Мала река (Mala-Reka) има 96 българи патриаршисти гъркомани.
В 2002 година в селото живеят 21 сърби.

## Население
- 1948- 80
- 1953- 78
- 1961- 71
- 1971- 48
- 1981- 38
- 1991- 31
- 2002- 21